# Obonete S. Ubam
obong Mgr. Obonete S. Ubam MA (* 1976 Československo) je česko-nigerijský podnikatel, právník, spisovatel, mentor a tradiční kmenový náčelník.

## Životopis
Narodil se v roce 1976 české matce a nigerijskému otci, kteří se vzali během studií v Kyjevě, v bývalém Sovětském svazu. Rodiče však byli nuceni se, po velkém tlaku ze strany komunistických státních orgánů, po několika letech na dálku rozvést. Vyrůstal s matkou a otčímem v Moravském Berouně a Bruntále. V patnácti letech odjel poprvé do Nigérie, aby blíže poznal svého otce, generála policie. Tam se seznámil s jeho dvěma manželkami a svými početnými sourozenci. Později zde nastoupil do kadetní školy.
Po svém návratu do Československa pokračoval ve studiu na gymnáziu, během kterého se jako člen českého výběru zúčastnil prvních Světových středoškolských atletických hrách (WSAG) v New Portu. Po maturitě krátce podnikal, poté nastoupil na Vojenskou akademii ve Vyškově.[zdroj?] Stal se tak prvním afročeským vojákem v historii Armády České republiky. Po absolutoriu pokračoval v profesionální službě na oddělení zahraničních styků Ministerstva obrany, kde pracoval jako protokolární tlumočník kabinetu ministra a poradce Hlavního inspektora ochrany lidských práv v rezortu obrany.
Po ukončení vojenské kariéry se stal spoluzakladatelem a předsedou Ligy etnických menšin ČR (LEM) a vedl několik celostátních mediálních kampaní a další projekty proti rasismu. Po odchodu z čela LEM vystudoval práva, působil na několika manažerských postech a nakonec se rozhodl věnovat budování česko-nigerijských obchodních vztahů jako předseda Czech-Nigerian Bussines Alliance.
Po náhlém úmrtí svého otce se odstěhoval do Nigérie, kde za dramatických okolností[zdroj⁠?!] převzal vedení rodinné firmy, správu fondu nemovitostí a podporoval ve vzdělávání svých sedm mladších sourozenců. Mimo to nadále pokračoval ve studiu mezinárodního práva a angažoval se v politice. Za přínos k rozvoji nigerijského kmene Annang mu byl udělen tradiční šlechtický titul. Po sedmi letech strávených v Nigérii přesídlil do jižního Španělska, kde se věnuje se podnikání v nemovitostech. Je autorem autobiografie Sedm let v Africe, která vyšla na počátku roku 2019. Kniha později v roce 2019 vyšla i jako audiokniha. V roce 2020 vydal knihu Kalangu - Africká moudrost na každý den, v roce 2021 pak knihu Náš černobílý svět, která byla serverem iLiteratura.cz zvolena jednou z nejlepších českých knih roku 2021. Autor se dále věnuje realitám a mentoringu. V roce 2023 se, spolu se svým zesnulým otcem, stal předlohou pro ražbu zlaté pamětní mince, tzv. Annangského dukátu.
V charitavní sféře, zastřešuje projekt Akpaubam Charity Foundation, který poskytuje  finanční a materiální pomoc osiřelým dětem v Nigérii.  